# Rakowo Przednie
Rakowo Przednie (niem. Vord Rakow See) – jezioro rynnowe w Polsce, położone w województwie zachodniopomorskim, w powiecie drawskim, w gminie Złocieniec.
Akwen leży na Pojezierzu Drawskim, w granicach administracyjnych miasta Złocieniec. Jezioro otoczone zabudowaniami miejskimi, porośnięte roślinnością wodną. W dużym stopniu poddane procesowi eutrofizacji. Od południa przylega do jeziora Rakowo Tylne.